# Екологічні фонди
Екологічні фонди — інституціональні заходи, призначені для направлення цільових грошових надходжень (доходів, прибутку) на цілі охорони та покращення довкілля. Багато країн Центральної та Східної Європи створили екологічні фонди для отримання і витрачання надходжень від штрафів за забруднення, платежів за природокористування, використання неекологічної продукції та інших джерел. У короткостроковому плані це надає можливість для полегшення складної бюджетної ситуації, пов'язаної з обмеженістю державних коштів на ці цілі. Вони також є засобом пом'якшення протидії, пов'язаної з підвищенням штрафів за забруднення, якщо підприємства бачать, що надходження від подібних штрафів витрачаються на поліпшення екологічної обстановки. Обидва ці аспекти мають свої недоліки в довгостроковій перспективі.
Асигнування на екологічні потреби, зрештою, повинні оцінюватися на рівній підставі з іншими програмами бюджетних асигнувань і виправдовуватися на підставі вигод, одержуваних від різниці в порівнянні зі збільшенням надходжень або відмови від подібних витрат для досягнення інших цілей. Фонди, призначені для фінансування інвестицій конкретних типів, мають тенденцію до перетворення в самостійні бюрократичні органи й вони зможуть, швидше за все, самі встановлювати штрафи на рівні, який виявиться занадто низьким для того, щоб забезпечити максимальні надходження в довгостроковому плані. Таким чином, доцільно створення екологічних фондів з обмеженими правами, що забезпечувало б регулярну перевірку їхньої діяльності через рівні проміжки часу і щоб вони не функціонували, наприклад, довше 10 років. У цілому, використання коштів з подібних фондів має бути пов'язане з виконанням пріоритетних заходів, позначених у національному (або регіональному) плані дій з охорони довкілля. У цьому випадку екологічні фонди є засобом подолання інституційної та ринкової неефективності в країнах з перехідною економікою шляхом зменшення тягаря інвестицій підприємств і домашніх господарств, мобілізації внутрішніх і зарубіжних джерел фінансування, передачі знань і досвіду в галузі довкілля.